# Rockingham (Géorgie)
Pour les articles homonymes, voir Rockingham.
Rockingham est une census-designated place située dans le comté de Bacon, dans l’État de Géorgie, aux États-Unis. Lors du recensement de 2020, elle comptait 230 habitants.